# Al Nasr Benghazi
Pour les articles homonymes, voir Al Nasr.
Maillots
Actualités
Le Al Nasr Sports, Cultural & Social Club (en arabe : نادي النصر الرياضي، ثقافي إجتماعي), plus couramment abrégé en Al Nasr, est un club libyen de football fondé en 1954 et basé dans la ville de Benghazi.

## Palmarès
| Compétitions nationales | Compétitions internationales                                        |                                                           |
| --- | ------------------------------------------------------------------- | --------------------------------------------------------- |
| \| - Championnat de Libye (3) : - Champion : 1987, 2017-18, 2023-24. - Vice-champion : 1977-78, 1983-84, 2001-02 et 2002-03, - Coupe de Libye (6) : - Vainqueur : 1977-78, 1981-82, 1983-84, 1996-97, 2002-03 et 2009-10. \| \| - Supercoupe de Libye : - Finaliste : 1997, 2003 et 2010. \| | - Coupe nord-africaine des vainqueurs de coupe : - Finaliste : 2010 |                                                           |
| - Championnat de Libye (3) : - Champion : 1987, 2017-18, 2023-24. - Vice-champion : 1977-78, 1983-84, 2001-02 et 2002-03, - Coupe de Libye (6) : - Vainqueur : 1977-78, 1981-82, 1983-84, 1996-97, 2002-03 et 2009-10.                                                                       |                                                                     | - Supercoupe de Libye : - Finaliste : 1997, 2003 et 2010. |

## Entraîneurs
- 2021-2022 :  Chiheb Ellili
- 1994-1995 Abdelhamid Zouba
- 2008-2009 :  Al Tayeb Abu Hafs